# 华女贞
华女贞（学名：Ligustrum lianum）是木犀科女贞属的植物，是中国的特有植物。分布于中国大陆的浙江、贵州、福建、江西、广东、广西、湖南、海南等地，生长于海拔400米至1,700米的地区，多生于密林中、山谷疏林、灌木丛中或旷野，目前尚未由人工引种栽培。

## 别名
李氏女贞（植物分类学报）